# Хваса (певица)
Ан Хеджин (кор. 안혜진, кит. 安惠眞; род. 23 июля 1995 года, более известная под сценическим псевдонимом Хваса) — южнокорейская певица, автор песен и рэперша. Является рэпершей и вокалисткой гёрл-группы Mamamoo. Сольную карьеру Хваса начала в феврале 2019 года с выходом дебютного цифрового сингла «Twit». Её песня «Maria» обрела большой успех.

## Биография
Хваса родилась 23 июля 1995 года в Чонджу. У неё в семье, помимо родителей, есть две старшие сестры. Семья была очень бедной, и основные финансовые расходы брал на себя дядя (умер в сентябре 2017 года). В средней школе Хваса познакомилась с Хвиин, своей будущей одногруппницей. Окончила старшую школу исполнительных искусств Вонгван.

## Карьера

### 2014—17: Дебют в Mamamoo и начинания в карьере
Хваса дебютировала в составе гёрл-группы Mamamoo под руководством Rainbow Bridge World в июне 2014 года, став самой младшей участницей. Изначально девушка хотела выступать под псевдонимом Пеци (персонаж из детской корейской сказки), но незадолго до дебюта изменила его. В одном из интервью Хваса рассказала о дебютных временах Mamamoo и о реакции публики на неё:
Многие люди жаловались на мой внешний вид. Они говорили: „Как кто-то, похожий на неё, может быть в женской группе?“. Они хотели, чтобы я ушла из группы. Люди думали, что мои жесты и аксессуары на сцене были странными. Из-за этих комментариев я смогла стать сильнее. Они замотивировали меня изменить их мнение.
В 2017 году девушка впервые выпустила песню вне деятельности Mamamoo — это стала композиция «Love Comes» Эсны.

### 2018—настоящее время: Рост популярности и сольный дебют

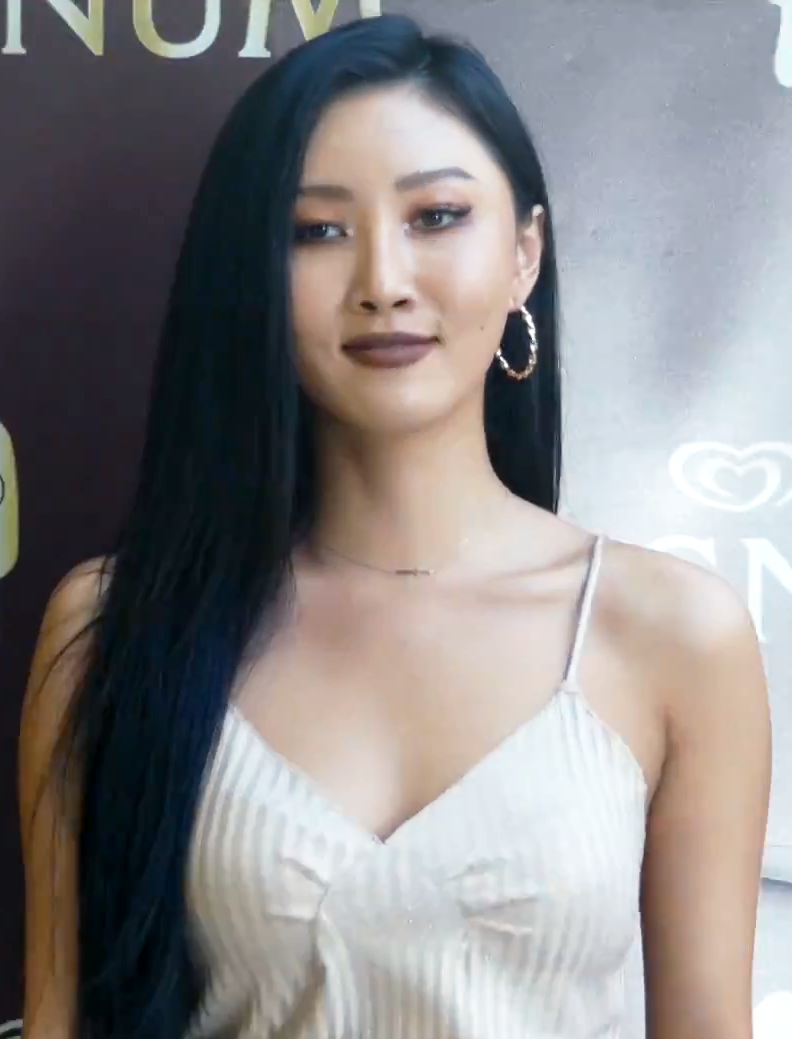
Хваса в июне 2018 года.

20 апреля 2018 года состоялся релиз совместного сингла рэпера Loco и Хвасы «Don’t Give It to Me». Композиция имела огромный успех в Корее, став одной из самых популярных песен года, и в январе 2019 года количество скачиваний преодолело порог в 2,5 миллиона, за что была получена платиновая сертификация чарта Gaon. В июне Хваса участвовала в популярном телешоу «I Live Alone», эпизоды с ней имели высокие рейтинги.
13 февраля 2019 года Хваса выпустила дебютный цифровой сингл «Twit». Песня достигла вершины корейского чарта Gaon.
В марте 2020 года Хваса сотрудничала с английской певицей Дуа Липой для новой ремикс-версии «Physical», которая включает в себя корейские слова песен. В апреле Хваса выпустила саундтрек к дораме The King: Eternal Monarch «Orbit».
29 июня Хваса выпустила первый мини-альбом María с практически одноимённым ведущим треком «Maria». Песня достигла номера 2 в чарте Gaon, позади только песни Blackpink «How You Like That».
В октябре 2020 года Хваса присоединилась к касту корейского реалити-шоу Hangout with Yoo, на котором была сформирована женская супер-группа Refund Sisters, также состоящая из Ом Чон Хвы, Ли Хёри, Джесси и Хвасы. Группа дебютировала 10 октября 2020 года с песней «Don’t Touch Me». Сингл занял вершину чарта Gaon на две недели, сместив песню BTS «Dynamite».
24 ноября 2021 года Хваса выпустила сингл-альбом Guilty Pleasure вместе с ведущим треком «I’m a 빛».
30 июня 2023 года подписала контракт с PNation (компания PSY)

## Публичный имидж и влияние
В Корее Хваса считается секс-символом и признаётся одной из самых сексуальных девушек-айдолов на сцене наряду с Хёной, Хёлин из Sistar, Чоа из AOA.
В декабре 2018 года Хваса выступила на ежегодной музыкальной премии Mnet Asian Music Awards в Японии, и её выступление подверглось жёсткой критике в социальных сетях за чрезмерную сексуальность и пошлость.
После участия в телешоу индивидуальный рейтинг Хвасы вырос, в результате чего с июня 2018 года она стабильно держится в топ-10.

## Дискография

### Мини-альбомы
| Название | Детали                                                                           | Высшая позиция | Высшая позиция | Продажи       |
| Название | Детали                                                                           | KOR            | US World       | Продажи       |
| -------- | -------------------------------------------------------------------------------- | -------------- | -------------- | ------------- |
| María    | - Релиз: 29 июня 2020 года - Лейбл: RBW - Формат: CD, digital download, стриминг | 5              | 7              | - KOR: 47,193 |

### Синглы

#### Как главная артистка
| Title                                                                            | Year | Peak chart positions | Peak chart positions | Peak chart positions | Peak chart positions | Sales | Album           |
| Title                                                                            | Year | KOR                  | KOR Hot              | NZ Hot               | US World             | Sales | Album           |
| -------------------------------------------------------------------------------- | ---- | -------------------- | -------------------- | -------------------- | -------------------- | ----- | --------------- |
| «Twit» (멍청이)                                                                  | 2019 | 1                    | 1                    | 22                   | 3                    | N/A   | María           |
| «Maria» (마리아)                                                                 | 2020 | 2                    | 2                    | —                    | 6                    |       | María           |
| «I’m a B» (I’m a 빛)                                                             | 2021 | 94                   | 61                   | —                    | 7                    |       | Guilty Pleasure |
| «—» означает что сингл не попал в чарт или же не был выпущен на этой территории. |      |                      |                      |                      |                      |       |                 |

### Как приглашённая артистка
| Название                                                          | Год  | Пиковая позиция в чартах | Пиковая позиция в чартах | Пиковая позиция в чартах | Продажи                    | Сертификация | Альбом              |
| Название                                                          | Год  | KOR                      | KOR Hot                  | US World                 | Продажи                    | Сертификация | Альбом              |
| ----------------------------------------------------------------- | ---- | ------------------------ | ------------------------ | ------------------------ | -------------------------- | ------------ | ------------------- |
| «Fingernail» (손톱) (Phantom с Хвасой)                            | 2013 | —                        | —                        | —                        | N/A                        | N/A          | Phantom Theory      |
| «Break Up for You, Not Yet for Me» (넌 이별 난 아직) (Пак Шин Хё) | 2013 | —                        | —                        | —                        | N/A                        | N/A          | The Heirs Remake    |
| «Boy Jump» (소년점프) (Baechigi с Хвасой)                         | 2014 | 80                       | —                        | —                        | Республика Корея: 50,181+  | N/A          | Не сингл с альбома  |
| «Drinks Up» (Ja Mezz с Хвасой)                                    | 2015 | —                        | —                        | —                        | N/A                        | N/A          | 1/4                 |
| «Mileage» (Primary с Paloalto и Хвасой)                           | 2015 | 45                       | —                        | —                        | Республика Корея: 114,263+ | N/A          | 2                   |
| «Call Me» (연락해) (Basick, Lil Boi и Хвасой)                     | 2015 | 26                       | —                        | —                        | Республика Корея: 105,060+ | N/A          | Basick & Lil Boy    |
| «Love Talk» (Kisum с Хвасой)                                      | 2015 | 43                       | —                        | —                        | Республика Корея: 81,336+  | N/A          | Не сингл с альбома  |
| «Ddang» (땡땡땡) (Суран с Хвасой)                                 | 2016 | —                        | —                        | —                        | N/A                        | N/A          | Не сингл с альбома  |
| «Nice» (Basick, G2 и Хваса)                                       | 2016 | 100                      | —                        | —                        | Республика Корея: 18,274+  | N/A          | Nice                |
| «HookGA» (High4:20 с Хвасой)                                      | 2016 | —                        | —                        | —                        | N/A                        | N/A          | Не сингл с альбома  |
| «I Am Me» (San E с Хвасой)                                        | 2017 | 61                       | —                        | —                        | Республика Корея: 28,700+  | N/A          | Season of Suffering |
| «Cotton Candy» (Woodie Gochild с Хвасой)                          | 2018 | —                        | —                        | —                        | N/A                        | N/A          | #GOCHILD            |
| «Do Not Become Friendly» (K.Will с Хвасой)                        | 2018 | —                        | —                        | —                        | N/A                        | N/A          | The 4th Album       |
| «Physical» — Remix (Dua Lipa feat. Хвасой)                        | 2020 | 124                      | —                        | —                        | N/A                        | N/A          | Future Nostalgia    |
| «Q» (모르겠다고) (Onewe с Хвасой)                                 | 2020 | —                        | —                        | 12                       | N/A                        | N/A          | 3/4 and One         |

## Фильмография

### Телевизионные шоу
| Год      | Телеканал | Название         | Примечание                                    |
| -------- | --------- | ---------------- | --------------------------------------------- |
| 2017     | MBC       | Певец под маской | эпизоды 111—112 как «Follow Me Aerobics Girl» |
| 2018-н.в | MBC       | Я живу один      | Регулярно                                     |

### Гость
| Год  | Телеканал | Название                 | Примечание                 |
| ---- | --------- | ------------------------ | -------------------------- |
| 2019 | MBC       | MBC Entertainment Awards | вместе с P.O и Чжун Хён Му |

## Награды и номинации

### Melon Music Awards
| Год  | Номинация               | Что номинировано | Результат |
| ---- | ----------------------- | ---------------- | --------- |
| 2018 | Горячий Тренд (с Локо)  | «Don’t»          | Победа    |
| 2018 | Лучшая баллада (с Локо) | «Don’t»          | Номинация |

### KBS Entertainment Awards
| Год  | Номинация              | Что номинировано               | Результат |
| ---- | ---------------------- | ------------------------------ | --------- |
| 2018 | Награда Горячей Штучке | «Гиена на клавиатуре» (с Локо) | Победа    |

### Genie Music Awards
| Год  | Номинация      | Что номинировано | Результат |
| ---- | -------------- | ---------------- | --------- |
| 2019 | Женский Артист | Хваса            | Номинация |

### MBC Entertainment Awards
| Год  | Номинация                      | Что номинировано | Результат |
| ---- | ------------------------------ | ---------------- | --------- |
| 2018 | Женский Новичок Года — Реалити | «Я живу один»    | Победа    |